# Poecilandra pumila
Poecilandra pumila là một loài thực vật có hoa trong họ Ochnaceae. Loài này được Steyerm. miêu tả khoa học đầu tiên năm 1952.